# Condé-Northen
Condé-Northen là một xã trong vùng Grand Est, thuộc tỉnh Moselle, quận Boulay-Moselle, tổng Boulay-Moselle. Tọa độ địa lý của xã là 49° 11' vĩ độ bắc, 06° 29' kinh độ đông.